# Merosargus tangens
Merosargus tangens är en tvåvingeart som beskrevs av James 1971. Merosargus tangens ingår i släktet Merosargus och familjen vapenflugor. Inga underarter finns listade i Catalogue of Life.